# Lupinus pickeringii
Lupinus pickeringii är en ärtväxtart som beskrevs av Asa Gray. Lupinus pickeringii ingår i släktet lupiner, och familjen ärtväxter. Inga underarter finns listade i Catalogue of Life.